# Новий Городок (Україна)
Но́вий Городо́к — село в Україні, у Веселинівській селищній громаді Вознесенського району Миколаївської області. Населення становить 258 осіб. Колишній орган місцевого самоврядування — Варюшинська сільська рада.

## Населення

### Мова
Розподіл населення за рідною мовою за даними перепису 2001 року:
| Мова            | Кількість | Відсоток |
| --------------- | --------- | -------- |
| українська      | 159       | 61.63%   |
| російська       | 78        | 30.23%   |
| румунська       | 11        | 4.26%    |
| інші/не вказали | 10        | 3.88%    |
| Усього          | 258       | 100%     |

1. ↑  Рідні мови в об'єднаних територіальних громадах України — Український центр суспільних даних